# Fluxo-Floema
Fluxo-Floema é um livro de 1970 escrito por Hilda Hilst, poeta, ficcionista, cronista e dramaturga brasileira, e publicado pela editora Perspectiva. Foi a primeira obra em prosa publicada pela autora.
O livro é composto por cinco contos: Fluxo, Osmo, Lázaro, O Unicórnio, Floema.  A obra é marcada pelo estilo experimental de Hilst, em consonância com a sua produção em demais gêneros, além da presença de elementos centrais para a autora, como o antinarrador, a simultaneidade do sagrado e do profano, a figura da trindade, a anarquia de gêneros e o obsceno.
Fluxo-floema também representa uma reflexão de Hilda Hilst diante de sua carreira e de seu processo criativo, uma vez que cinco contos se voltam, em diversos momentos, para a própria dificuldade de narrar.

## Contos

### Fluxo(à Lygia Fagundes Telles)
Com a típica narração no fluxo de consciência hilstiano, que se constrói por meio dialógico em boa parte do texto, Fluxo se inicia com Ruiska, um escritor que vive numa casa distante da cidade, numa discussão com seu editor (que a todo momento chama de “cornudo”). Entre o começo do diálogo e o retorno a ele, o fluxo traz pensamentos do escritor, uma descrição da vegetação da planície. Ruiska depende da escrita para sobreviver, porém almeja escrever sobre “as coisas de dentro”, enquanto seu editor o avisa que a escrita do “de dentro das planícies” não é interessante para que enriqueça. O cornudo sugere que comece com o inverso de "Uc" para dar inspiração e diz que no dia seguinte virá atrás do primeiro capítulo do livro, ou seja, do primeiro capítulo de um livro do escritor que seja vendável. Em todas as vezes em que apareceria, o inverso de "Uc" está ausente na fala, como numa frase seguinte do editor:
Não seja idiota, essa é a primeira possibilidade, invente novas possibilidades em torno do.
Depois de alguns diálogos com sua mulher, Ruisis, nos quais há uma tentativa de começar o novo livro, Ruiska compõe reflexões num monólogo interior até o episódio da morte de Rukah, seu filho.
A trindade aparece nesse conto como Ruiska (o criador), Ruisis (representação dos valores amorosos e religiosos) e Rukah (a criatura), o filho de ambos; Rukah, porém, morre porque seu pai usou uma mesóclise e é substituído por uma outra criação ou faceta do escritor: o anão, que veio “da cloaca do universo”. A mulher o pergunta por que criou e matou o filho tão depressa, uma fala que marca o poder do escritor de conceber, inventar. Todos da trindade estão dentro do narrador, um indivíduo que se desdobra em muitos, uma persona-personae. A isso, a esse “ser dos outros”, Ruiska chama “coexistência”, uma evidência da relação do personagem consigo e com “o outro”, um tema que aparece em contos seguintes. 
A criação do anão é seguida por outra conversa sobre o novo livro, mais discussões sobre a linguagem, até que Ruiska produz um outro personagem da história, Palavrarara, que os deixa quando a perguntam se ela sabe algo "a respeito do" [inverso da palavra "Uc"]. A partir disso, Ruiska decide sair de casa pela claraboia e empurrar o anão pelo poço, para que sigam caminhos contrários: o do sublime e do grotesco. O restante de Fluxo se faz na interação entre esses dois personagens, o protagonista e o anão, que saem da casa, separam-se e reencontram-se em direção à cidade, onde são agredidos em meio a uma passeata contra militares porque Ruiska explica que é escritor dessa “angústia de dentro”. No fim, o autor e sua invenção conversam sobre a coexistência enquanto o último frita peixes.

## Epígrafe
A epígrafe de Fluxo-Floema foi extraída do romance Molloy, de Samuel Beckett:
Havia em suma três, não, quatro Molloys. O das minhas entranhas, a caricatura que eu fazia desse, o de Gaber e o que, em carne e osso, em algum lugar esperava por mim.
---
Havia outro, evidentemente.
Mas fiquemos por aqui, se não

se importam, no nosso circulozinho de iniciados.
A referência a um indivíduo que se divide em vários, expressando diferentes facetas de uma figura única, sugere os cinco contos de Fluxo-Floema enquanto capazes de serem lidos a partir de uma mesma perspectiva.

## Adaptações e traduções
Fluxo-floema foi adaptado para o teatro em 2009 e traduzido para o inglês em 2018

### Livros
- PÉCORA, Alcir (org.). Por que ler Hilda Hilst. 1. ed. São Paulo: Globo, 2010. 119 p.
- DIAS, Juarez Guimarães. O fluxo metanarrativo de Hilda Hilst em Fluxo-Floema. São Paulo: Annablume, 2010.
- HILST, Hilda. Da prosa. 1. ed. São Paulo: Companhia das Letras, 2018. 430 p. v. 1.
- HILST, Hilda. Da prosa. 1. ed. São Paulo: Companhia das Letras, 2018. 452 p. v. 2.

### Artigos
- OLGA, Kempinska. Hilda Hilst lê Beckett. Teresa: revista de Literatura Brasileira, São Paulo, n. 18, p. 35-47, 3 ago. 2018. DOI 10.11606/issn.2447-8997.teresa.2016.127369. Disponível em: https://www.revistas.usp.br/teresa/article/view/127369.

### Teses e Dissertações
- ANDRADE, Sonia da Silva Purceno de. A torre de capim de Hilda Hilst: O ofício do escritor em “Fluxo”, dramaticidade e humorismo mordentes. Orientador: Prof. Dr. Antonio Alcir Bernárdez Pécora. 2013. 495 p. Tese (Doutorado em Teoria e Crítica Literária) -Instituto de Linguagem da Universidade Estadual de Campinas, Campinas, 2013.
- REGUERA, Nilze Maria de Azeredo. Hilda Hilst e o seu pendulear em Fluxo-floema. Orientador: Prof. Dr. Sérgio Vicente Motta. 2011. 191 p. Tese (Doutorado em Literaturas em Língua Portuguesa) - Instituto de Biociências, Letras e Ciências Exatas da Universidade Estadual Paulista, São José do Rio Preto, 2011.
- SILVA, Malane Apolonio da. Jogos do Narrar em Fluxo-Floema de Hilda Hilst. Orientador: Prof.ª Dr.ª Rosana Maria Ribeiro Patrício. 2017. 108 p. Dissertação (Mestrado em Estudos Literários) - Universidade Estadual de Feira de Santana, Feira de Santana, 2017.